# Vilmoš Županek
Vilmoš (Viljem) Županek (roj. Zsupánek Vilmos), slovenski nabožni pesnik in župan v Prekmurju, * 4. maj 1897, Šalovci, Avstro-Ogrska, † 24. november 1978, Šalovci, Socialistična federativna republika Jugoslavija, .
Njegova starša sta bila Janoš Županek in Ana Buček. Oče ter ded Mihael Županek sta bila tudi pesnika. V prvi svetovni vojni se je boril v Rusiji, kjer se je naučil ruščino. Po vojni je bil madžarsko-slovensko-ruski tolmač, od leta 1930 do leta 1934 pa je bil župan v Šalovcih. Po drugi svetovni vojni je bil delaven v krajevnih organizacijah in večkrat soorganiziral borovo gostüvanje. Nadaljeval je delo očeta, ki je pisal verske pesmi v prekmurščini (v šalovskem narečju). Sam je prepisal romarske pesmi.

## Dela
- Proskarszke peszmi (Romarske pesmi) (samo rokopis, 1922)